# Pere Carbonell i Huguet
Pere Carbonell i Huguet (Sarrià, 1850 o 1854 – Barcelona, 6 de gener de 1927) fou un escultor català. Especialitzat en escultura monumental, entre les seves nombroses obres es troben l'estàtua que representa a Catalunya en el Monument a Colom del Port de Barcelona, la de Joan Lluís Vives i March a la façana de la Biblioteca Nacional de Madrid i la decoració escultòrica del Mausoleu de Colom a la Catedral de Santo Domingo. També intervingué a la decoració del Palau de Justícia de Barcelona. Fou autor del bust d'Emili Vilanova (1908) situat al Parc de la Ciutadella, amb projecte de l'arquitecte Bonaventura Bassegoda i Amigó.
Participà en diverses exposicions nacionals i internacionals, així com en certàmens i concursos on rebé valuoses distincions, com a les Nacionals de Belles Arts, en què obtingué tercera medalla el 1890 i segona el 1895. A més, entre 1890 i 1891 fou professor ajudant a l'Escola de Belles Arts de Barcelona, càrrec que passà a desenvolupar com a interí entre 1893 i 1895.
Fou avi del filòleg i polític Jordi Carbonell i de Ballester.
Altres obresː
- Imatge de Sant Bonaventura a la tomba de Bonaventura Fontanills, 1908 (Cementiri del Masnou)

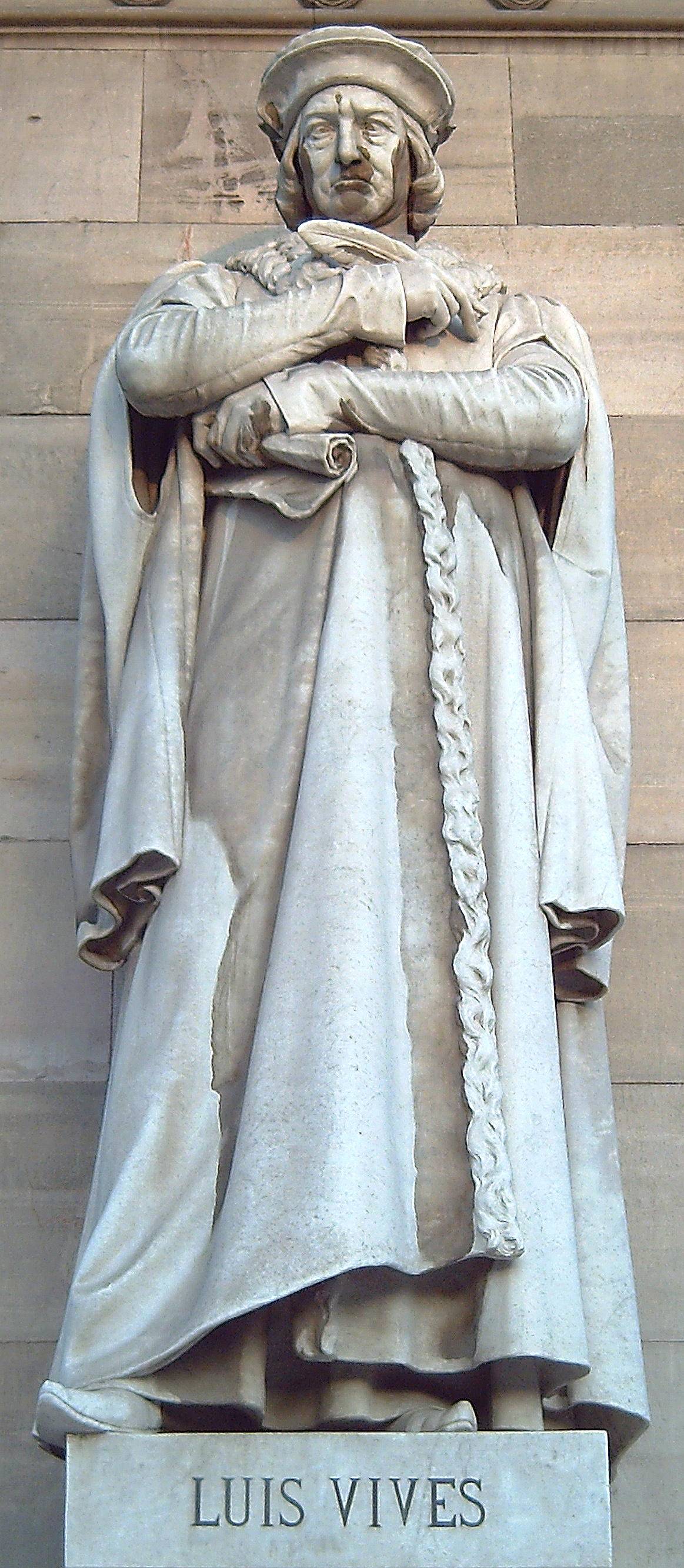
Estàtua de Joan Lluís Vives a l'entrada de la Biblioteca Nacional, a Madrid. Esculpida en marbre blanc d'Itàlia el 1892.
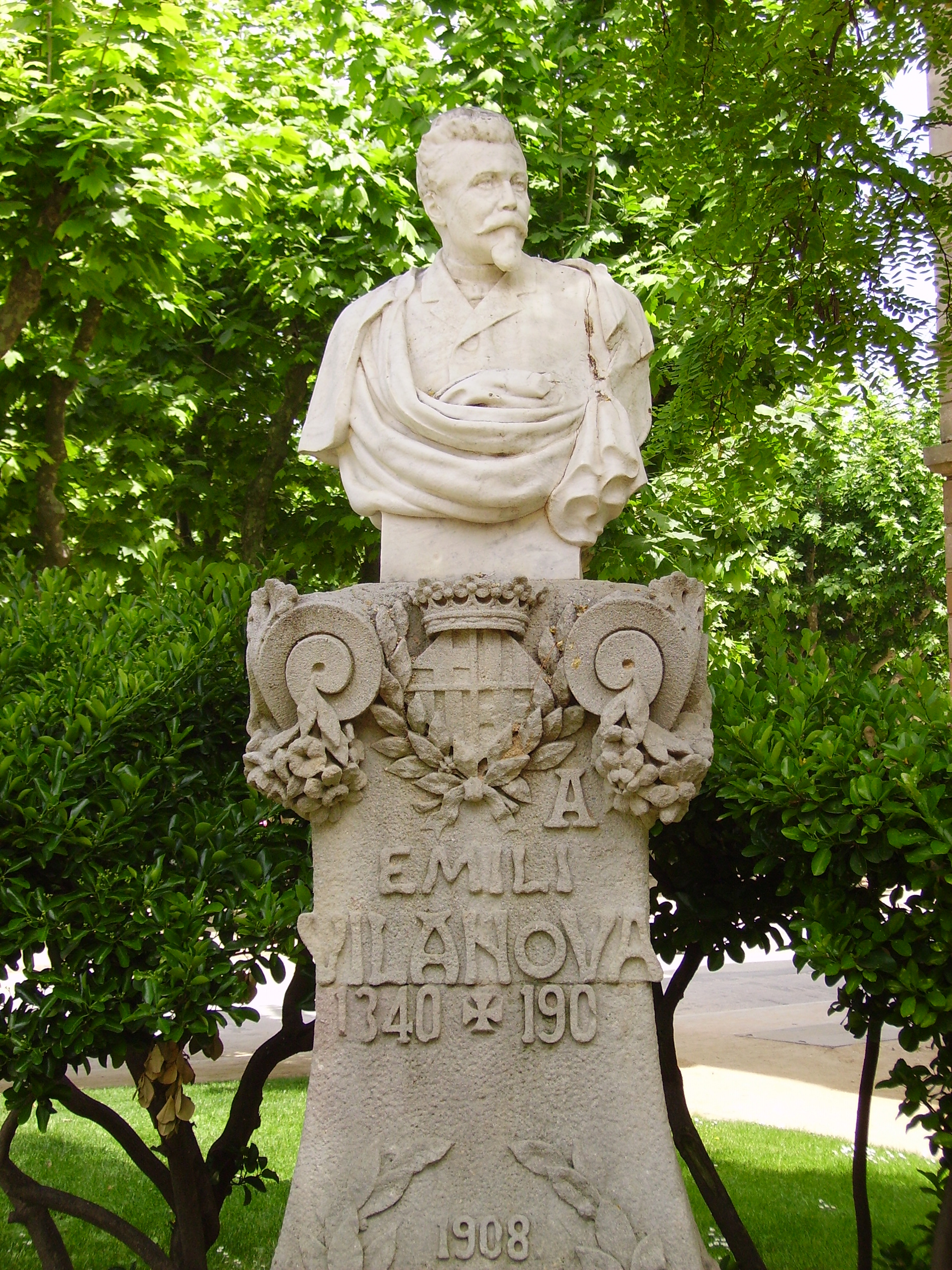
Bust d'Emili Vilanova (1908) situat al Parc de la Ciutadella.